# 雅各的祝福

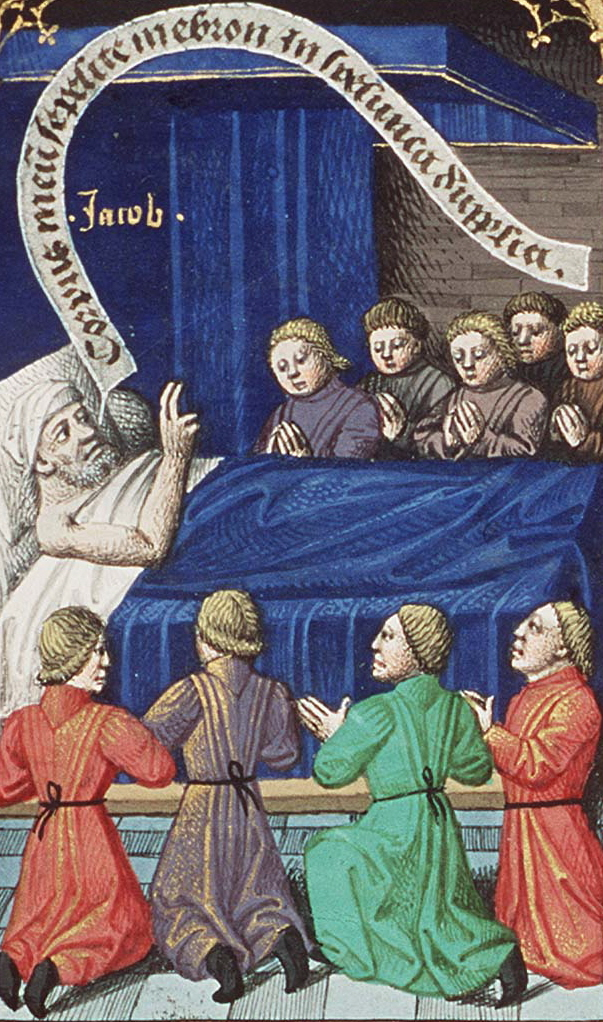
雅各的祝福

《雅各的祝福》是一首诗，记载在《创世记》第49章。雅各有十二个儿子，其中每个人都被提到。
这首诗提到了以色列十二支派每个支派的特点，因此可以与具有相同主题的《摩西的祝福》进行比较。但是，这两个祝福之间的共同之处很少，除了描述一个支派是法官，而另一个支派是小狮子，不过在雅各的祝福中，但支派是法官，而犹大支派是小狮子，而在摩西的祝福中，迦得支派是法官，而但是小狮子。